# アロイス・リール

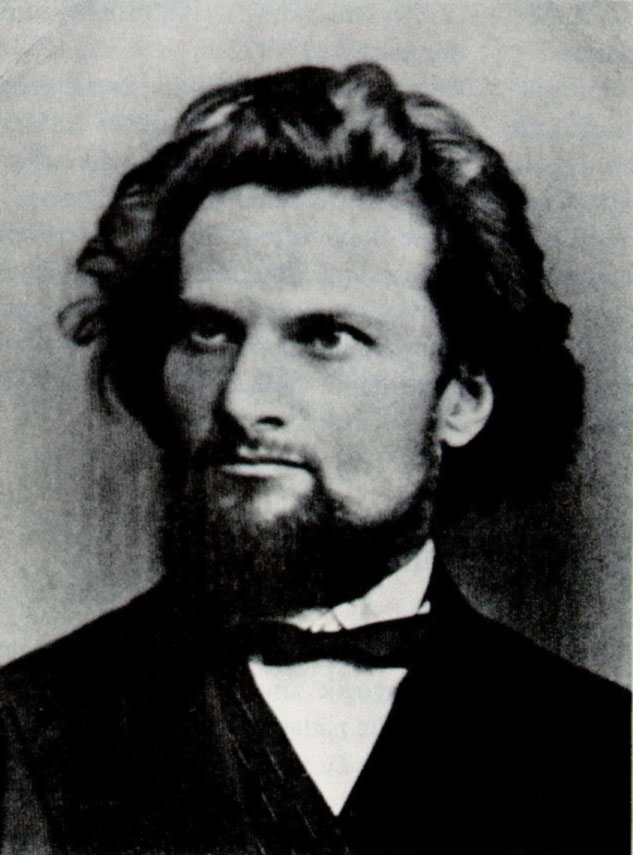
アロイス・リール

アロイス・アドルフ・リール（Alois Adolf Riehl, 1844年4月27日 – 1924年11月21日）は、オーストリア出身の新カント派哲学者。オーストリア帝国のボーゼン（ボルツァーノ、現イタリア領）に生まれた。ヨーゼフ・リールは兄弟。 

## 略歴
リールはウィーン大学、ミュンヘン大学、インスブルック大学、グラーツ大学に学んだ。インスブルック大学で1868年に博士号を取得した。
1878年にグラーツ大学の専任教授に就任した。後にフライブルク大学（1882年、ヴィルヘルム・ヴィンデルバントの後任として）、キール大学、ハレ大学のポストを歴任し、最終的にはベルリン大学で教鞭を執り、ルートヴィヒ・ミース・ファン・デル・ローエにノイバーベルスベルクにある自宅のデザインを依頼した。
リールにとって、哲学とは世界観（Weltanschauung）の教授ではなく、知覚の批判こそがその任務であるとした。
博士論文指導を行った学生に、パウル・ヘンゼルがいる。
リールはポツダム近郊のノイバーベルスベルクで没し,、クライン・グリーニッケのアルター・フリードホフに埋葬された。
妻のゾフィーはフリーダ・グロスの伯母にあたり。フリーダはオーストリアの医師、科学者、革命家のオットー・グロスの妻である。

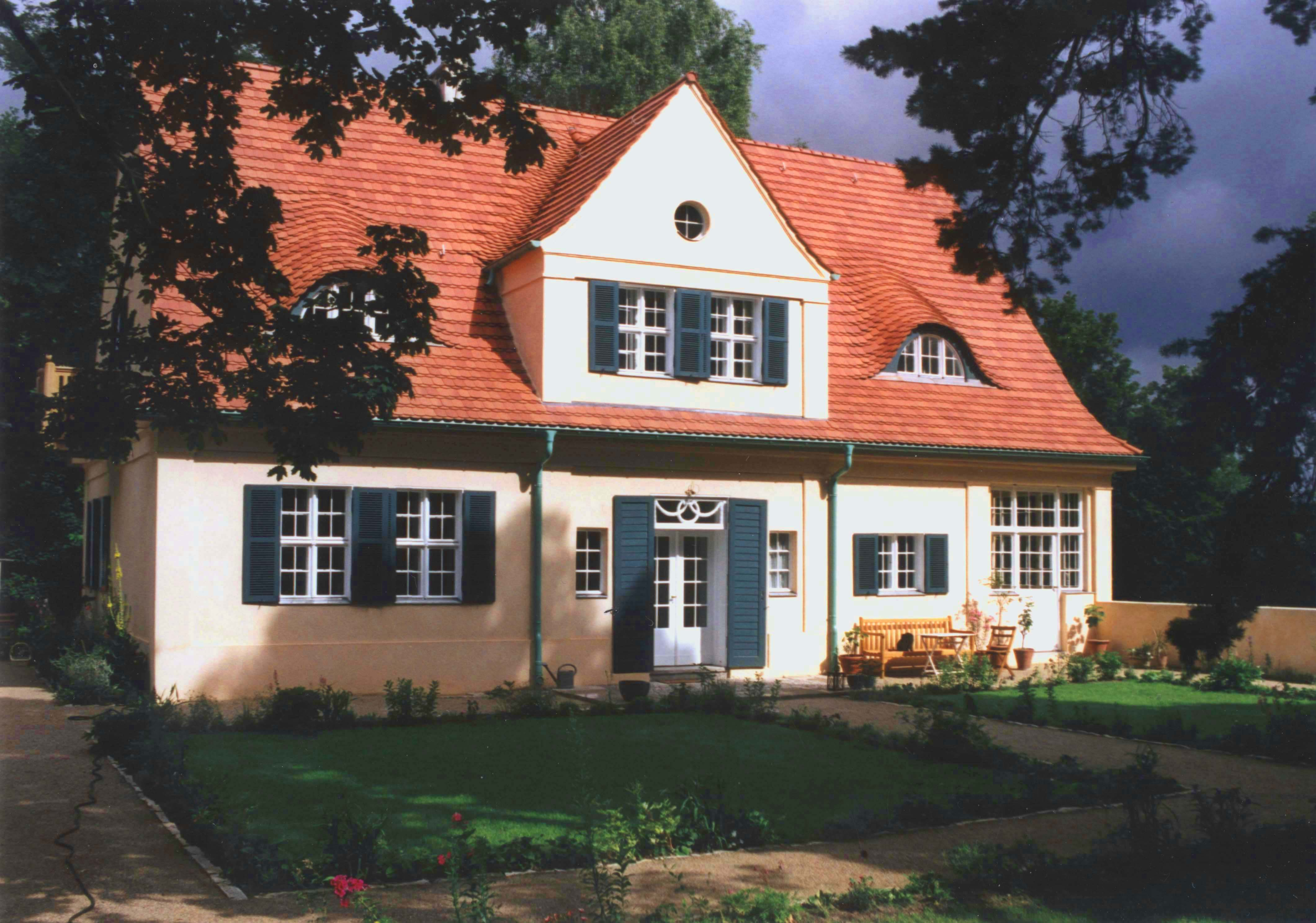
ポツダムバベルスベルクのリールハウス

## 名誉
- 1913年：プリンストン大学から名誉博士号。

## 著作
- Der Philosophische Kriticismus und seine Bedeutung für die positive Wissenschaft, 1876 – Philosophical criticism and its importance for the positive science.
- Beiträge zur Logik, 1892 – Contributions to logic.
- "The principles of the critical philosophy", 1894 (translated into English by Arthur Fairbanks), London: Kegan Paul, Trench, Trübner, & Co., Ltd, 1894.
- Friedrich Nietzsche, der Künstler und der Denker, 1897 – Friedrich Nietzsche: the artist and the thinker.
- Zur Einführung in die Philosophie der Gegenwart, 1903 – An introduction to the philosophy of the present.
安井辰衞訳『現代哲學概論』東亞堂、1921年
- Systematische philosophie, 1907 (with Wilhelm Dilthey) – Systematic philosophy.
- Der philosophische kritizismus, geschichte und system, 1908 – Philosophical criticism, history and system.[2]